# 矮小华溪蟹
矮小华溪蟹（学名：Sinopotamon nanum）为溪蟹科华溪蟹属的动物。在中国大陆，分布于湖北、四川等地，多生活于山溪石块下。其生存的海拔范围为500至1000米。